# Tonne (Einheit)
Mit Tonne werden unter anderem verschiedene Maßeinheiten bezeichnet, insbesondere für Massen. Während im deutschsprachigen Bereich mit der Masseneinheit „Tonne“ stets die „metrische Tonne“, also 1000 Kilogramm, gemeint ist, ist in Ländern vor allem des angelsächsischen Sprachraums die Unterscheidung von metrischer Tonne, Long ton und Short ton wichtig. Zum Volumenmaß siehe Registertonne, zum nordeuropäischen Flächenmaß Tonne (Flächenmaß).

## Metrische Tonne
Die Tonne (von lateinisch tunna ‚das Fass‘) oder auch metrische Tonne mit dem Einheitenzeichen „t“ ist eine Maßeinheit der Masse. Nach dem internationalen Einheitensystem entspricht eine Tonne 1000 Kilogramm (oder einer Million Gramm, also einem Megagramm). In Ländern, in denen das metrische System als Standard eingerichtet ist, wird gewöhnlicherweise einfach „Tonne“ gesprochen. In allen anderen Ländern, vor allem im angelsächsischen Sprachraum, spricht man von der „metrischen Tonne“ (metric ton, nicht zu verwechseln mit Metertonne), um sie von der long ton und der short ton zu unterscheiden. Im britischen Englisch ist die Unterscheidung zwischen tonne und ton üblich, wobei tonne stets die metrische Tonne meint und daher eindeutig ist und ton für die britische Long Ton steht; im amerikanischen Englisch ist die Schreibweise tonne hingegen unüblich, weswegen sich zur Kenntlichmachung einer metrischen Tonne die Angabe metric ton empfiehlt, um Verwechslungen mit der amerikanischen Short Ton zu vermeiden. Die Angabe t ist im Englischen eindeutig und meint stets die metrische Tonne.
In manchen wissenschaftlichen Büchern und Zeitschriften, wie auch vereinzelt in amtlichen Bekanntmachungen, wird der Schritt von der Bezeichnung „Tonne“ hin zur Bezeichnung „Megagramm“ (Mg) vollzogen. Forscher geben beispielsweise landwirtschaftliche Ertragszahlen in Mg ha⁻¹ an. Vor allem auf internationaler Ebene sollen damit Verwirrungen vermieden werden. Entsprechend wird in englischsprachiger Literatur die „Gigatonne“ (Gt) inzwischen manchmal auch durch „Petagramm“ (Pg) ersetzt.
Die Tonne gehört zwar nicht zum Internationalen Einheitensystem (SI), ist zum Gebrauch mit dem SI aber zugelassen. In der EU und der Schweiz ist sie eine gesetzliche Einheit.

## Dezimale Vielfache
| Bezeichnung | Einheit | Faktor | Vielfaches      | SI      | CGS    |
| ----------- | ------- | ------ | --------------- | ------- | ------ |
| Gigatonne   | Gt      | 109    | 1 000 000 000 t | 1012 kg | 1015 g |
| Megatonne   | Mt      | 106    | 1 000 000 t     | 109 kg  | 1012 g |
| Kilotonne   | kt      | 103    | 1 000 t         | 106 kg  | 109 g  |

Natürlich sind auch alle weiteren Vorsätze für Maßeinheiten denkbar, manche werden auch verwendet.
In der deutschen Landwirtschaft wurden früher häufig die Einheiten Zentner (Einheitenzeichen: ztr; entspricht 50 kg) und der daraus resultierende Doppelzentner (Einheitenzeichen: dz; entspricht 100 kg) verwendet. Der Doppelzentner ist in Deutschland durch die gesetzliche Einheit „Dezitonne“ (Einheitenzeichen: dt) abgelöst worden. Somit ist die alte Einheit dz massengleich der neuen Einheit dt (1 dz = 1 dt = 100 kg). Landwirtschaftliche Erträge sind in deutschen Büchern oft in „Dezitonnen pro Hektar“ (dt/ha) angegeben, international werden sie aber in der zehnmal so großen Einheit „Tonnen pro Hektar“ (t/ha) angegeben; diese wiederum wird in der jüngsten Literatur zunehmend durch die Bezeichnung „Megagramm pro Hektar“ (Mg/ha) ersetzt.
Es gilt: {\displaystyle 10{\frac {\text{dt}}{\text{ha}}}=1{\frac {\text{t}}{\text{ha}}}=1{\frac {\text{Mg}}{\text{ha}}}}.

## Long ton
Die sogenannte Long ton – von englisch long ton, wörtlich „lange Tonne“; auch „Britische Tonne“ genannt – ist eine Masseeinheit im Avoirdupois-Maßsystem. Das Einheitenzeichen der Long ton ist tn. l. (mit Leerzeichen). Die Long ton entspricht 20 long hundredweight und damit 2240 Angloamerikanischen Pfund (englisch pound).
1 tn. l. = 20 cwt. l = 160 st. = 2240 lb. = 1016,0469088 kg
Im militärischen Bereich wird die Einheit häufig mit dem Einheitenzeichen ts – von englisch tons standard – verwendet. Besonders für die 1922 auf der Flottenkonferenz in Washington festgelegte Standardverdrängung eines Schiffs wird die long ton genutzt. Die festgelegten Größen der Standardverdrängung ergeben in tons runde Zahlen.
Der Ausdruck long ton wurde zur Unterscheidung von der short ton gebildet.

## Short ton
Die sogenannte Short ton – von englisch short ton, wörtlich „kurze Tonne“; auch „Amerikanische Tonne“ genannt – ist eine Masseeinheit, die vor allem in den USA gebräuchlich ist. Das Einheitenzeichen ist: tn. sh. (mit Leerzeichen). Eine Short ton entspricht 20 short hundredweight und damit 2000 Angloamerikanischen Pfund (Pound).
1 tn. sh. = 20 sh. ctw. = 2000 lb = 907,18474 kg
In den USA gibt es noch viele Gewichtsbeschränkungsschilder mit der Angabe „3 tons“, die von Ausländern mitunter als „3 t“ missverstanden werden.

## Weitere „Tonnen“

### Bergbau
Im Bergbau wird mit der sogenannten Dry Metric Ton Unit (kurz DMTU, amerikanisch-englisch wörtlich für „Trocken-Metrische-Tonnen-Einheit“) gearbeitet. 1 DMTU entspricht einer metrischen Tonne Erz ohne Wasseranteil mit einem Metallgehalt von einem Prozent, was einem Metallgewicht von 10 Kilogramm entspricht. Wird beispielsweise der Preis eines 48-prozentigen Manganerzes mit 2,30 USD/DMTU angegeben, so wird das Erz mit 48 × 2,30 USD/Tonne gehandelt.

### Jahrestonne, Tagestonne
Bei der Angabe von Fertigungskapazitäten von Massenware, zum Beispiel bei Stahl, Treibstoffen oder Chemikalien, wird oder wurde anstelle von Tonnen pro Jahr oft die Umschreibung Jahrestonne, kurz Jato oder jato genutzt; analog Tagestonne (tato). Die Bezeichnungen sind aber nicht mehr normgerecht. Im internationalen Sprachgebrauch werden heute die Abkürzungen tpa oder t/a (für tons per annum bzw. tonnes per annum) verwendet.

### Historische Tonnen
Die Preußische Tonne war ein Volumen-, Raum- oder Hohlmaß für Schüttgüter wie Salz, Kalk, Gips, Steinkohlen, Holzkohle, Asche und ähnlich grobe Güter.
- 1 Tonne = 4 Scheffel = 7 1⁄2 Kubikfuß (Preußen) = 11.082,968 Pariser Kubikzoll = 219,846 Liter

Beispiele:
- 1 Tonne Salz = 405 Pfund
- 1 Tonne Leinsaat = 6522,7885 Pariser Kubikzoll = 129,3885 Liter
- 1 Tonne Bier = 100 Quart (Preußen nach 1816) ≈ 114,500 Liter

In Riga wurde die Tonne ebenso für Schüttgüter genutzt, damit jedoch folgendermaßen gerechnet:
- 1 Tonne Steinkohle = 494,4 Stoof = 31.784 Pariser Kubikzoll = 630,48 Liter
  - 12 Tonnen Steinkohle = 1 Last
- 1 Tonne Salz = 106 1⁄15 Stoof = 6818,5 Pariser Kubikzoll = 135,255 Liter
  - 18 Tonnen Salz = 1 Last
- 1 Tonne Heringe = 96 Stoof = 6171,6 Pariser Kubikzoll = 122,42 Liter
- 1 Tonne Getreide oder Kalk = 2 Loof = 12 Kulmet = 108 Stoof = 6818,5 Pariser Kubikzoll = 137,726 Liter

Die Lüneburger Salztonne war ein Gewichtsmaß gleichermaßen seit dem 13. Jahrhundert und durch kaiserlichen Erlass geschützt gewesen.
- 1 Tonne Salz = 6 Scheffel = 3 Öseammer

Eine Lüneburger Salztonne als Maß- und Normgefäß:
- 1 Tonne Salz = 136,08 Kilogramm netto (brutto 153,09 Kilogramm oder 156,492 Kilogramm)
- 12 Tonnen Salz = 1 Last

In Königsberg und Danzig war die Tonne ein Stückmaß im Handel mit Heringen.
- 1 Tonne = 13 Wahl = 1040 Stück[12]

- 1 Russische Tonne = 6,2 Berkowitz = 1015,6 kg (metrisch)[13]

Eine Besonderheit für das Maß Tonne ist aus Braunschweig, Hamburg und Bremen bekannt. Geführt wird diese Tonne unter zählbaren Maßen. Hier erhielt das Maß bei Butter den Zusatz kleines bzw. schmal (Kleinband) oder großes Band bzw. bucket (Großband), also:
- Braunschweig, Hamburg: 1 Tonne großes Band = 280 Pfund
- Braunschweig, Hamburg: 1 Tonne kleines Band = 224 Pfund
- Bremen: 1 Tonne bucket Band = 300 Pfund
- Bremen: 1 Tonne schmal Band = 220 Pfund

### Historische „Tonnen“ als Flächenmaß
In Schleswig-Holstein, Lübeck, Dänemark, Norwegen und Island existierten auch Tonnenbezeichnungen als Flächenmaß.

### Tonne als Volumenmaß
Die Registertonne ist ein Volumenmaß aus der Schiffsvermessung.